# Glotzia coloradense
Glotzia coloradense är en svampart som beskrevs av M.C. Williams & Lichtw. 1999. Glotzia coloradense ingår i släktet Glotzia och familjen Legeriomycetaceae.   Inga underarter finns listade i Catalogue of Life.